# حييوينات

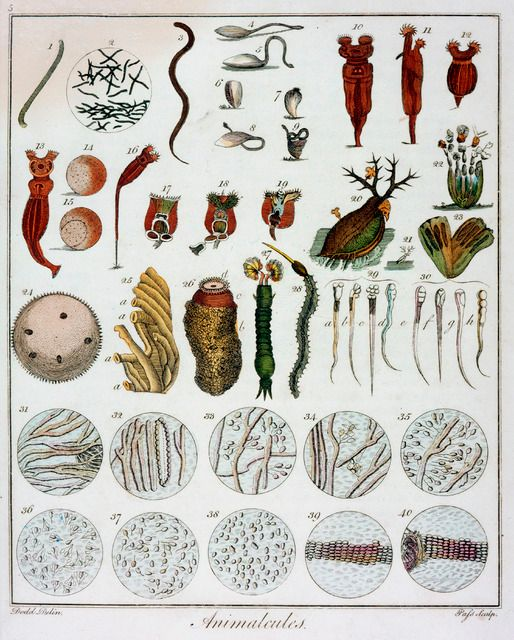

الحُيَيْوِين ("حيوان دقيق"، مشتق من كلمة حيوان في صيغة التصغير) هو أقدم مصطلح يشير إلى أي حيوان مجهري أو حيوان أولية.ومن الحييوينات المشهورة ما يلي:
- أكتينوفريس, وغيرها من الشمسيات, ويطلق عليها الحييوينات الشمسية
- أمبيا, ويطلق عليها الحييوين المتقلب
- المتلألئة الليلية, والمعروفة باسم "بريق البحر"
- براميسيوم, ويُطلق عليها الحييوينات المتناعلة
- الدولابيات, ويُطلق عليها الحييوينات الدوارة
- الستانتور, ويُطلق عليها الحييوينات البوقية
- اللولبيات, وغيرها من محيطيات السياط، ويُطلق عليها حييوينات جرسية

كذلك، استخدم هذا المصطلح أنطوني فان ليفينهوك, صاحب نظرية التكوّن المسبق في القرن السابع عشر ومكتشف الميكروبات لوصف الحيوانات المنوية.